# Перисас
Периса́с (фр. Peyrissas, окс. Peiriçans) — коммуна во Франции, находится в регионе Юг — Пиренеи. Департамент — Верхняя Гаронна. Входит в состав кантона Ориньяк. Округ коммуны — Сен-Годенс.
Код INSEE коммуны — 31414.

## География
Коммуна расположена приблизительно в 630 км к югу от Парижа, в 60 км к юго-западу от Тулузы.

## Климат
Климат умеренно-океанический. Зима мягкая и снежная, весна характеризуется сильными дождями и грозами, лето сухое и жаркое, осень солнечная. Преобладают сильные юго-восточные и северо-западные ветры.

## Население
Население коммуны на 2010 год составляло 94 человека.
| 1962 | 1968 | 1975 | 1982 | 1990 | 1999 | 2010 |
| ---- | ---- | ---- | ---- | ---- | ---- | ---- |
| 122  | 106  | 94   | 87   | 87   | 82   | 94   |

## Администрация
| Период | Период | Фамилия     | Партия | Примечания |
| ------ | ------ | ----------- | ------ | ---------- |
| 2001   | 2008   | Ги Дюкос    |        |            |
| 2008   | 2014   | Дидье Фрешу |        |            |
| 2014   | 2020   | Ги Лубер    |        |            |

## Экономика
В 2010 году среди 51 человека трудоспособного возраста (15—64 лет) 37 были экономически активными, 14 — неактивными (показатель активности — 72,5 %, в 1999 году было 62,0 %). Из 37 активных жителей работали 34 человека (21 мужчина и 13 женщин), безработных было 3 (2 мужчин и 1 женщина). Среди 14 неактивных 3 человека были учениками или студентами, 4 — пенсионерами, 7 были неактивными по другим причинам.

## Достопримечательности
- Церковь Нотр-Дам (XII век). Исторический памятник с 1928 года[4]